# Łabędziów
Łabędziów – wieś w Polsce położona w województwie świętokrzyskim, w powiecie kieleckim, w gminie Morawica.
W latach 1975–1998 miejscowość administracyjnie należała do województwa kieleckiego.
| SIMC    | Nazwa | Rodzaj     |
| ------- | ----- | ---------- |
| 0254210 | Dwór  | przysiółek |

## Historia
W wieku XIX Łabędziów był wsią w powiecie kieleckim, gminie Morawica, parafii Lisów. Posiadała łomy marmuru ciemnego.
W 1827 r., wieś poduchowna, miała 29 domów, 239 mieszkańców.
Pierwotna nazwa Łabędziowa to Wola Łabędzka.